# 난징어
난징어(중국어 간체자: 南京话, 정체자: 南京話, 병음: Nánjīnghuà) 또는 남경어(한국 한자: 南京語)는 중국의 난징 지방에서 사용되는 중국어 방언의 한 갈래이다. 남방어에 속한다.

## 같이 보기
- 중국어
- 표준 중국어
- 남방어
- 난징